# Mumford & Sons
Mumford & Sons ist eine britische Folk-Rock-Band.

## Bandgeschichte
Die Band um den Sänger und Gitarristen Marcus Mumford fand sich 2007 in London zusammen und erspielte sich innerhalb eines Jahres so viel Popularität in der Folkszene, dass sie beim Glastonbury Festival 2008 auftreten durfte. Sie veröffentlichte auch mehrere EPs und wurde von der BBC in die Liste der Hoffnungsträger für 2009 (BBC Sound of 2009) aufgenommen.
Mit einem Vertrag bei Island Records ausgestattet, veröffentlichten sie im Oktober 2009 ihr Debütalbum Sigh No More, das mit Unterstützung des Produzenten Markus Dravs entstanden war und es zuerst bis auf Platz 7 der UK-Charts schaffte. Es entwickelte sich zu einem Dauerbrenner und erreichte über ein Jahr später mit Platz 2 seine Höchstposition. Die Vorabsingle Little Lion Man und die zweite Auskopplung Winter Winds waren ebenfalls Charthits.
Little Lion Man wurde mit weit über 800.000 Stimmen als „Hottest Track of 2009“ beim Triple J’s Hottest 100 Countdown in Australien gewählt, der als größter Musikpoll weltweit gilt. Die Single erreichte in den australischen Charts Platz 3 und das Debütalbum sogar Platz 1. Zudem wurden sie mit dem Song The Cave für Grammy Awards in den Kategorien „Aufnahme des Jahres“ und „Song des Jahres“ nominiert. 2011 wurden sie mit dem European Border Breakers Award (EBBA) ausgezeichnet.
Im Oktober 2012 waren sie mit sechs Liedern in der Billboard Hot 100 vertreten und stellten damit einen 1964 von den Beatles aufgestellten Rekord ein.
Das zweite Album Babel erschien Ende September 2012 unter anderem in Deutschland, im Vereinigten Königreich sowie in den USA und Kanada. Bei den Grammy Awards 2013 wurde Babel als Album des Jahres ausgezeichnet.
Mumford & Sons gewannen 2013 den BRIT Award in der Kategorie British Group. Bei der Echoverleihung 2013 gewannen sie in der Kategorie Gruppe Rock/Pop International. Am 4. Mai 2015 erschien ihr drittes Album Wilder Mind. Zusammen mit dem senegalesischen Sänger Baaba Maal, The Very Best und Beatenberg veröffentlichten sie im Juni 2016 die EP Johannesburg. Am 16. November 2018 erschien ihr viertes Album Delta.
Der Gitarrist Winston Marshall ist der Sohn des Hedgefonds-Managers Sir Paul Marshall (Marshall Wace). Winston Marshall verließ die Band im Jahr 2021, nachdem er mit einem Tweet Anfang März für Aufregung auf Twitter gesorgt hatte. Er hatte sich bei Andy Ngo, einem rechten Autor, für dessen Buch Unmasked: Inside Antifa's Radical Plan to Destroy Democracy bedankt, welches sich gegen die angebliche Zerstörung der Demokratie durch Linksradikale richtet. Konkret nannte er Ngo „mutig“ (brave). Dies sorgte bei Fans der Band für sehr negative Kritik, die ein Abrutschen Marshalls in die rechte Szene befürchteten. Marshall entschuldigte sich zunächst für den Tweet und kündete eine Pause von Bandaktivitäten an. Im Juni 2021 gab er dann ein längeres Statement mit dem Titel: Warum ich Mumford & Sons verlasse ab. Darin relativierte er diese Entschuldigung und bekräftigte sein Ausscheiden aus der Band mit der Begründung, dass er der Band mit seinen politischen Äußerungen nicht schaden wolle.

## Diskografie
Studioalben

| Jahr | Titel        | Höchstplatzierung, Gesamtwochen, AuszeichnungChartplatzierungen (Jahr, Titel, Platzierungen, Wochen, Auszeichnungen, Anmerkungen) | Höchstplatzierung, Gesamtwochen, AuszeichnungChartplatzierungen (Jahr, Titel, Platzierungen, Wochen, Auszeichnungen, Anmerkungen) | Höchstplatzierung, Gesamtwochen, AuszeichnungChartplatzierungen (Jahr, Titel, Platzierungen, Wochen, Auszeichnungen, Anmerkungen) | Höchstplatzierung, Gesamtwochen, AuszeichnungChartplatzierungen (Jahr, Titel, Platzierungen, Wochen, Auszeichnungen, Anmerkungen) | Höchstplatzierung, Gesamtwochen, AuszeichnungChartplatzierungen (Jahr, Titel, Platzierungen, Wochen, Auszeichnungen, Anmerkungen) | Anmerkungen                              |
| Jahr | Titel        | DE | AT | CH | UK | US | Anmerkungen                              |
| ---- | ------------ | --- | --- | --- | --- | --- | ---------------------------------------- |
| 2009 | Sigh No More | DE29 ×3Dreifachgold · (71 Wo.)DE                                                                                                  | AT26 Platin · (54 Wo.)AT | CH21 (26 Wo.)CH | UK2 ×6Sechsfachplatin · (218 Wo.)UK                                                                                               | US2 ×3Dreifachplatin · (222 Wo.)US                                                                                                | Erstveröffentlichung: 5. Oktober 2009    |
| 2012 | Babel        | DE2 ×3Dreifachgold · (57 Wo.)DE                                                                                                   | AT2 Platin · (65 Wo.)AT | CH2 Gold · (53 Wo.)CH | UK1 ×4Vierfachplatin · (99 Wo.)UK                                                                                                 | US1 ×2Doppelplatin · (108 Wo.)US                                                                                                  | Erstveröffentlichung: 21. September 2012 |
| 2015 | Wilder Mind  | DE2 Gold · (20 Wo.)DE | AT2 Platin · (28 Wo.)AT | CH2 (28 Wo.)CH | UK1 Platin · (66 Wo.)UK | US1 Platin · (46 Wo.)US | Erstveröffentlichung: 4. Mai 2015        |
| 2018 | Delta        | DE5 (11 Wo.)DE | AT3 Gold · (13 Wo.)AT | CH2 (15 Wo.)CH | UK2 Gold · (21 Wo.)UK | US1 (12 Wo.)US | Erstveröffentlichung: 16. November 2018  |
| 2025 | Rushmere     | DE5 (2 Wo.)DE | AT3 (… Wo.)AT | CH10 (… Wo.)CH | UK1 (… Wo.)UK | US19 (… Wo.)US | Erstveröffentlichung: 28. März 2025      |